# Chi Bồng chanh
Chi Bồng chanh, tên khoa học Alcedo, là một chi chim trong Họ Bồng chanh. Chi này được Carl Linnaeus thiết lập năm 1758 trong ấn bản 10 của Systema Naturae. Loài điển hình là bồng chanh (Alcedo ispida, nay là phân loài Alcedo atthis ispida). Alcedo là danh từ tiếng Latinh để chỉ "bồng chanh".

## Danh sách loài
Hiện tại chi này được công nhận gồm 8 loài như sau:
- Bồng chanh (Alcedo atthis)
- Bồng chanh lam nhỏ (Alcedo coerulescens)
- Bói cá dải lam (Alcedo euryzona)
- Bồng chanh rừng (Alcedo hercules)
- Bói cá tai xanh (Alcedo meninting)
- Alcedo peninsulae: Tách ra từ Alcedo euryzona.[5]
- Bồng chanh lam sáng (Alcedo quadribrachys)
- Bồng chanh nửa cổ (Alcedo semitorquata)

## Phát sinh chủng loài
Cây phát sinh chủng loài dưới đây vẽ theo Andersen et al. (2017)
|  | Alcedo meninting |
|  |                  |
|  | Alcedo hercules  |
|  |                  |

|  | Alcedo semitorquata  |
|  |                      |
|  | Alcedo quadribrachys |
|  |                      |

|  | Alcedo coerulescens |
|  |                     |
|  | Alcedo atthis       |
|  |                     |

|  | Alcedo semitorquata  |
|  |                      |
|  | Alcedo quadribrachys |
|  |                      |

|  | Alcedo coerulescens |
|  |                     |
|  | Alcedo atthis       |
|  |                     |

|  | Alcedo meninting |
|  |                  |
|  | Alcedo hercules  |
|  |                  |

|  | Alcedo semitorquata  |
|  |                      |
|  | Alcedo quadribrachys |
|  |                      |

|  | Alcedo coerulescens |
|  |                     |
|  | Alcedo atthis       |
|  |                     |

|  | Alcedo semitorquata  |
|  |                      |
|  | Alcedo quadribrachys |
|  |                      |

|  | Alcedo coerulescens |
|  |                     |
|  | Alcedo atthis       |
|  |                     |

|  | Alcedo meninting |
|  |                  |
|  | Alcedo hercules  |
|  |                  |

|  | Alcedo semitorquata  |
|  |                      |
|  | Alcedo quadribrachys |
|  |                      |

|  | Alcedo coerulescens |
|  |                     |
|  | Alcedo atthis       |
|  |                     |

|  | Alcedo semitorquata  |
|  |                      |
|  | Alcedo quadribrachys |
|  |                      |

|  | Alcedo coerulescens |
|  |                     |
|  | Alcedo atthis       |
|  |                     |

|  | Alcedo meninting |
|  |                  |
|  | Alcedo hercules  |
|  |                  |

|  | Alcedo semitorquata  |
|  |                      |
|  | Alcedo quadribrachys |
|  |                      |

|  | Alcedo coerulescens |
|  |                     |
|  | Alcedo atthis       |
|  |                     |

|  | Alcedo semitorquata  |
|  |                      |
|  | Alcedo quadribrachys |
|  |                      |

|  | Alcedo coerulescens |
|  |                     |
|  | Alcedo atthis       |
|  |                     |

## Chuyển sang chi khác

### Ceyx
- Alcedo argentata: Bồng chanh bạc. Danh pháp mới: Ceyx argentatus
- Alcedo azurea: Bồng chanh thiên thanh. Danh pháp mới: Ceyx azureus
- Alcedo cyanopectus: Bồng chanh dải chàm. Danh pháp mới: Ceyx cyanopectus
- Alcedo pusilla: Bồng chanh nhỏ. Danh pháp mới: Ceyx pusillus
- Alcedo websteri: Bồng chanh Bismarck. Danh pháp mới: Ceyx websteri

### Corythornis
- Alcedo cristata: Bồng chanh lục. Danh pháp mới: Corythornis cristatus
- Alcedo leucogaster: Bồng chanh bụng trắng. Danh pháp mới: Corythornis leucogaster
- Alcedo nais: Danh pháp mới: Corythornis cristatus nais
- Alcedo thomensis:. Danh pháp mới: Corythornis cristatus thomensis
- Alcedo vintsioides: Bồng chanh lục Madagascar. Danh pháp mới: Corythornis vintsioides.